# Hadseregkereszt
A Hadseregkereszt, hétköznapi nevén Ágyúkereszt (németül: Armeekreuz für 1813/14, illetve Kanonenkreutz) egy osztrák katonai kitüntetés volt, amelyet az osztrák hadsereg azon katonái kaphattak meg, akik részt vettek a franciák elleni 1813-14-es hadjáratban.

## Története
Az elismerést 1814. május 13-án alapította meg I. Ferenc császár. A Hadseregkeresztet minden osztrák katona megkapta, rendfokozatra való tekintet nélkül, aki részt vett Napóleon ellen vívott hatodik koalíciós háborúban 1813-1814 folyamán. Az eredeti terv szerint eltérő méretű kereszteket kaptak volna a tábornokok, a tisztek és a legénység, de végül mindenki számára egységes méretben osztották ki a Hadseregkeresztet, mintegy 100000 példányban. Egyedül az osztrák haderő parancsnoka, Karl Philipp zu Schwarzenberg herceg, tábornagy kapott egy nagy méretű, aranyozott példányt, amelyet nyakszalagon kellett viselni.
Az I. világháború alatt, 1917-ben megalapított Károly-csapatkereszt előképe a Hadseregkereszt volt.

## A kitüntetés leírása
A kitüntetés szélesedő szárú, egyenes talpú görög keresztet formáz, a keresztszárak között babérkoszorú fut körbe. A kereszt pereme mindkét oldalon kiemelkedik, a peremen belüli részt zöldesfeketére lakkozták. Mindkét oldalon latin nyelvű feliratok olvashatók, az előlapon: GRATI PRINCEPS ET PATRIA FRANC · IMP · AUG · (A hálás fejedelem és a haza. Ferenc császár), a hátlapon pedig: EUROPAE LIBERTATE ASSERTA MDCCCXIII/MDCCCXIV (Miután Európa szabadságát biztosították 1813-1814). A kereszteket a zsákmányolt francia ágyúk bronz-anyagából készítették. A kitüntetés átmérője 27 mm. A szalag 38 mm széles, fekete, középen 13 mm-es sárga sávval.
A tulajdonos nevét belevésethette a kereszt peremébe. 

## A kitüntetést elnyert személyek
A lista nem teljes, azon nevezetesebb személyeket tartalmazza, akik megkapták a Hadseregkeresztet.
- Heinrich von Bellegarde
- Anton Csorich
- Christian Götz
- Julius Jacob von Haynau
- Heinrich Hentzi
- Hrabovszky János
- Lamberg Ferenc
- Friedrich Wilhelm Mertz
- Ottinger Ferenc
- Puchner Antal Szaniszló
- Joseph Wenzel Radetzky
- Georg Heinrich von Ramberg
- Récsey Ádám
- Georg Rukavina
- Franz von Schlik
- Schweidel József
- Simonyi József
- Balthasar Simunich
- Széchenyi István
- Vécsey Ágoston
- Ludwig von Welden
- Ludwig von Wohlgemuth
- Franz Wyss